# 遷粉蝶
遷粉蝶（学名：Catopsilia pomona），又名果神蝶、無紋淡黃蝶、銀紋淡黃蝶、淡黃蝶、淺紋淡黃粉蝶、銀紋淡黃粉蝶、鐵刀木粉蝶，为粉蝶科遷粉蝶屬下的一个种，个头中等，分布在亚洲和澳大利亚部分地区。

## 描述
该物种在澳洲有浅色和深色两种形态。形态crocale的触角为黑色，形态pomona触角为粉红色或红色。这种区别与生长过程中光照和温度相关。在台灣，本種成蟲的外型可分為高溫期「無紋型」與低溫期「銀紋型」，過去認為是兩種物種，分別有「無紋淡黃蝶」、「銀紋淡黃蝶」之俗名；1970年代經日本學者驗證，此二種實為同一物種之高、低溫型態。

## 生命周期
这种蝴蝶将卵成小批量产在很多植物的叶子上。这些植物包括决明属、紫矿、阿勃勒、羊蹄甲属、紫檀、翅荚决明、田菁属等。卵通常單獨產在葉子背面邊緣的位置。每顆卵為白色、瓶狀，具有縱向的稜紋。卵會在 3–4 天內孵化。
幼虫的头为圆形，绿色，唇基边缘为棕色，覆盖着小的黑色的结节，并不掩盖头部颜色。肛瓣是圆的，但是尽头看起来是方的，覆盖着小的成行的黑色结节，不过只有沿气门线的一行是清楚的。

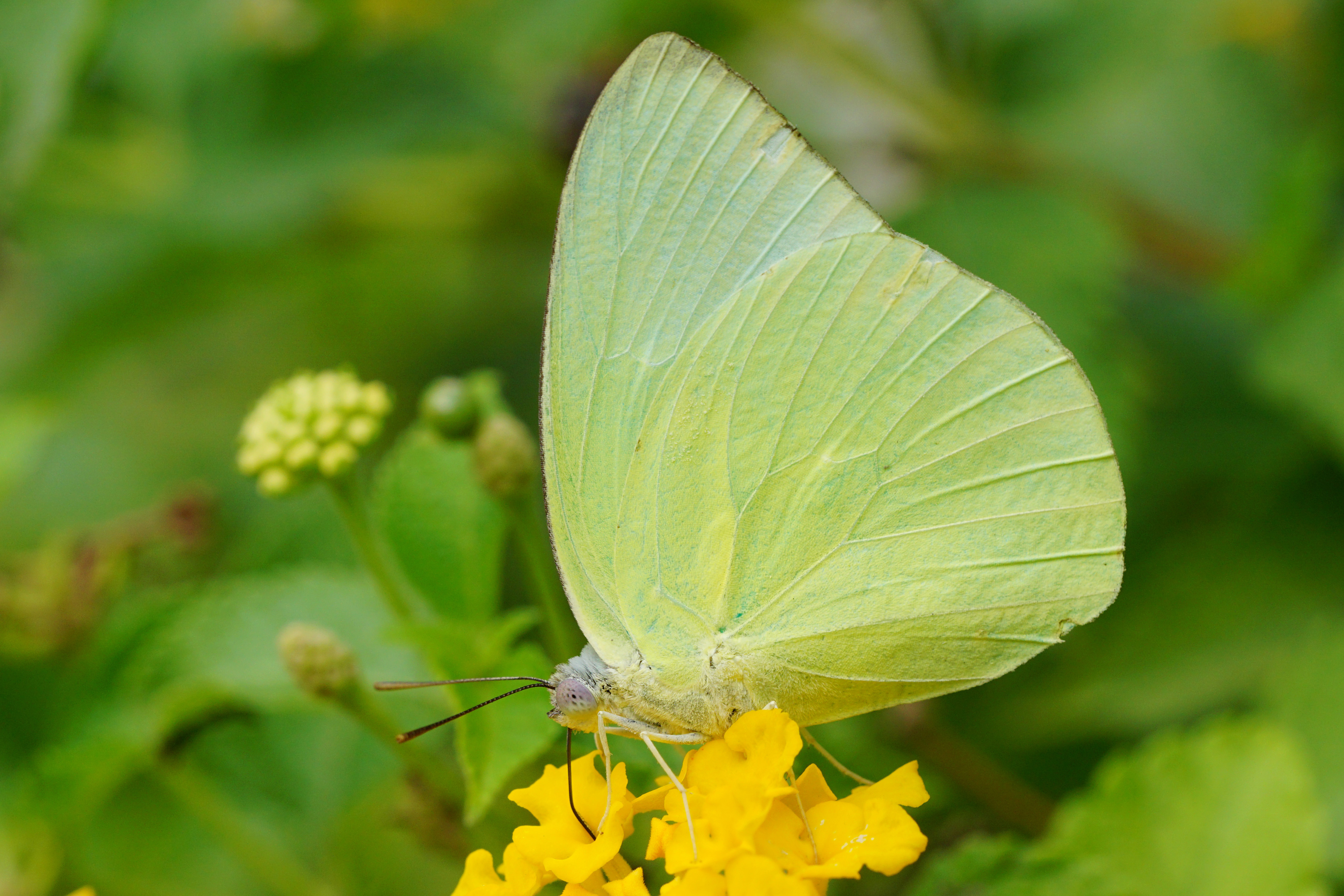
無紋型 雄性
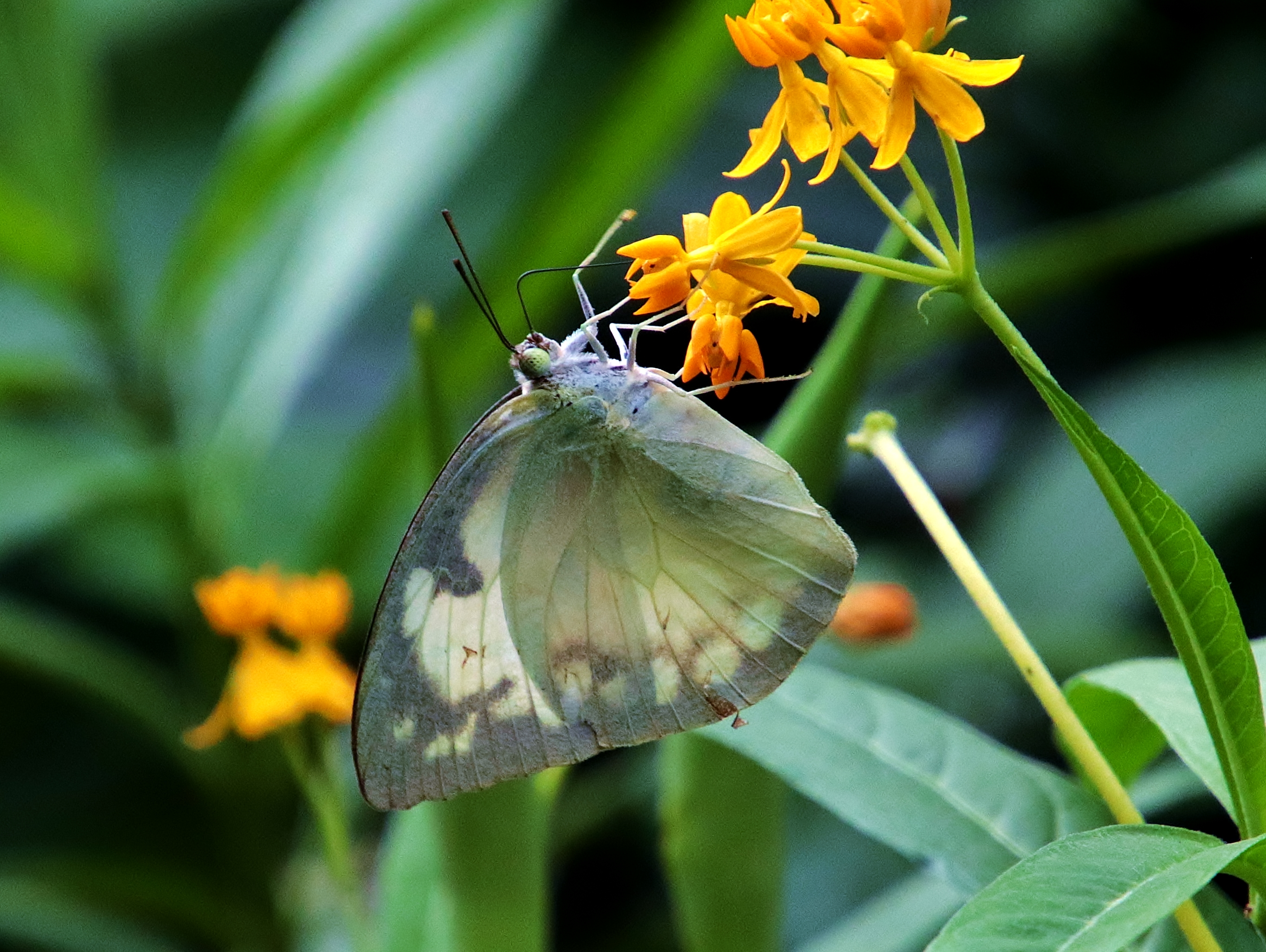
無紋型 雌性
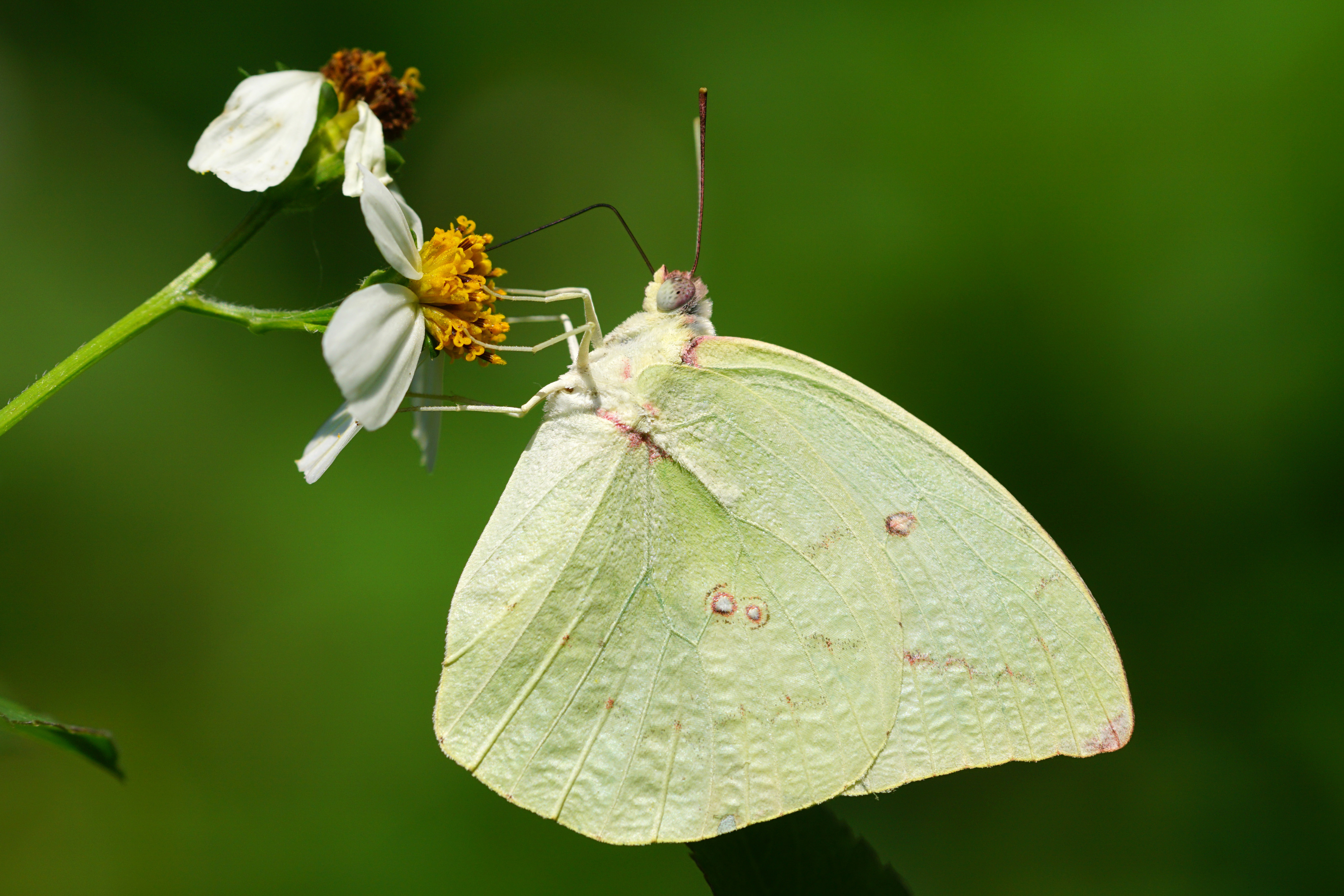
銀紋型 雄性
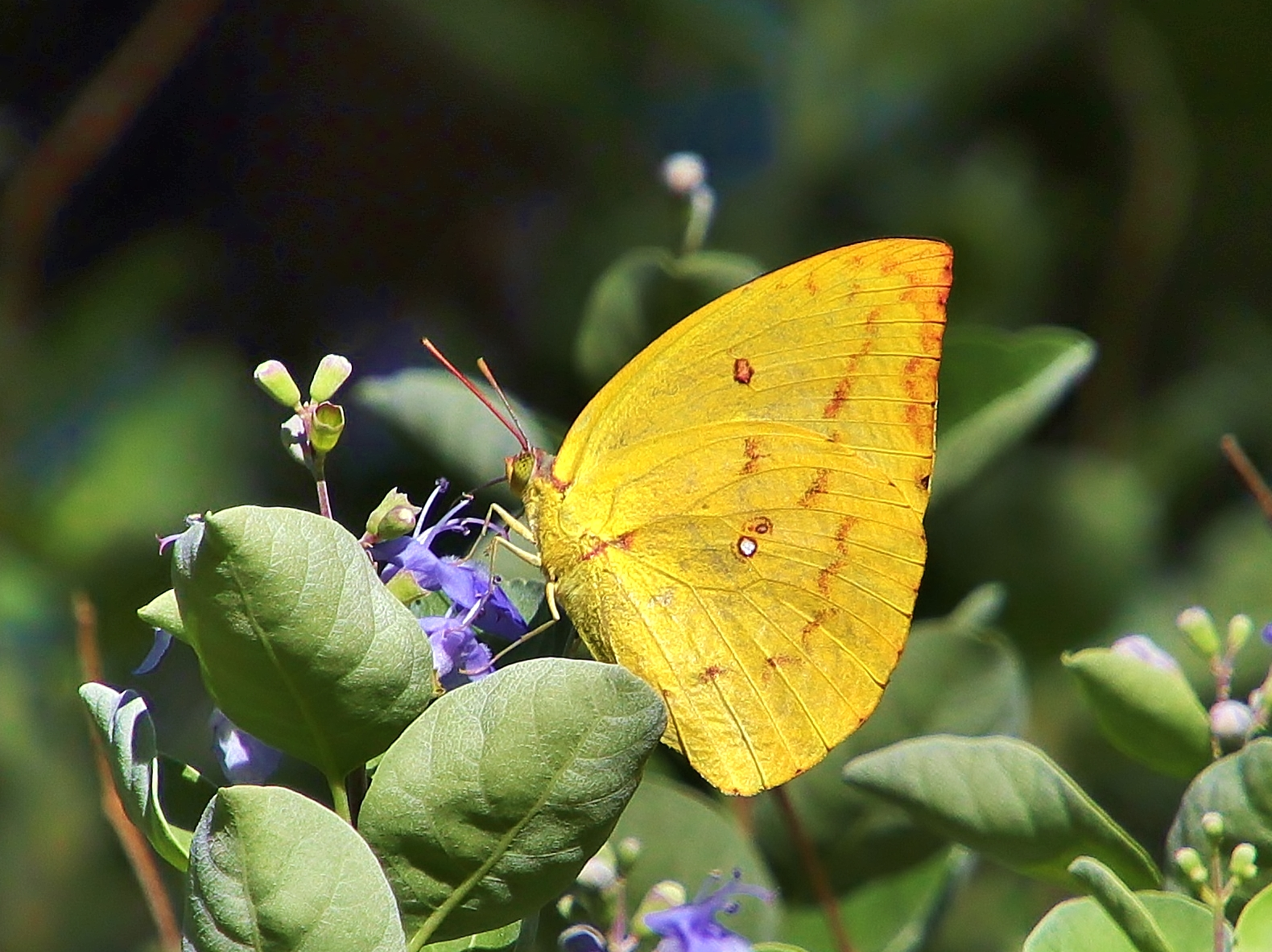
銀紋型 雌性
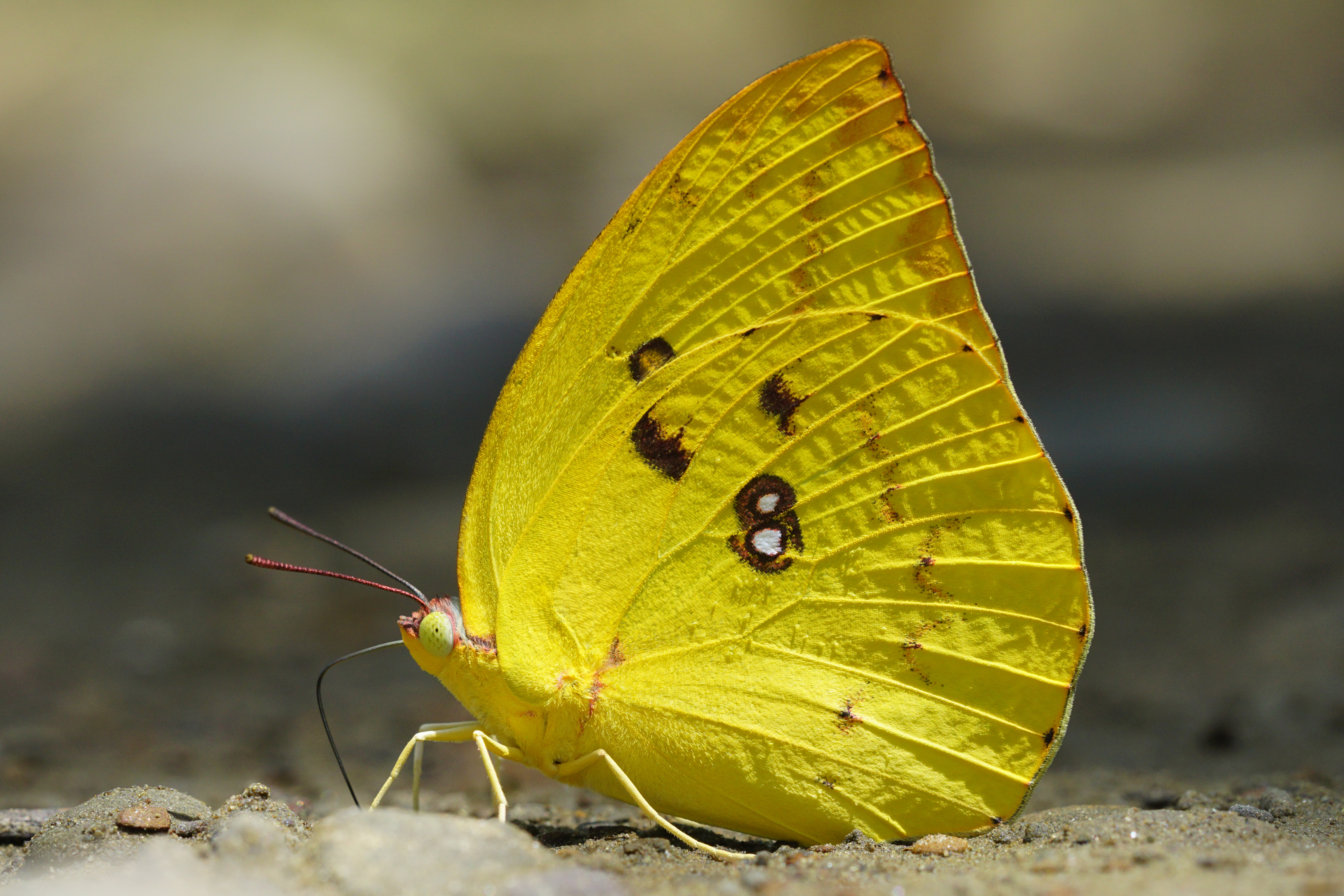
黃色銀紋型雌蝶
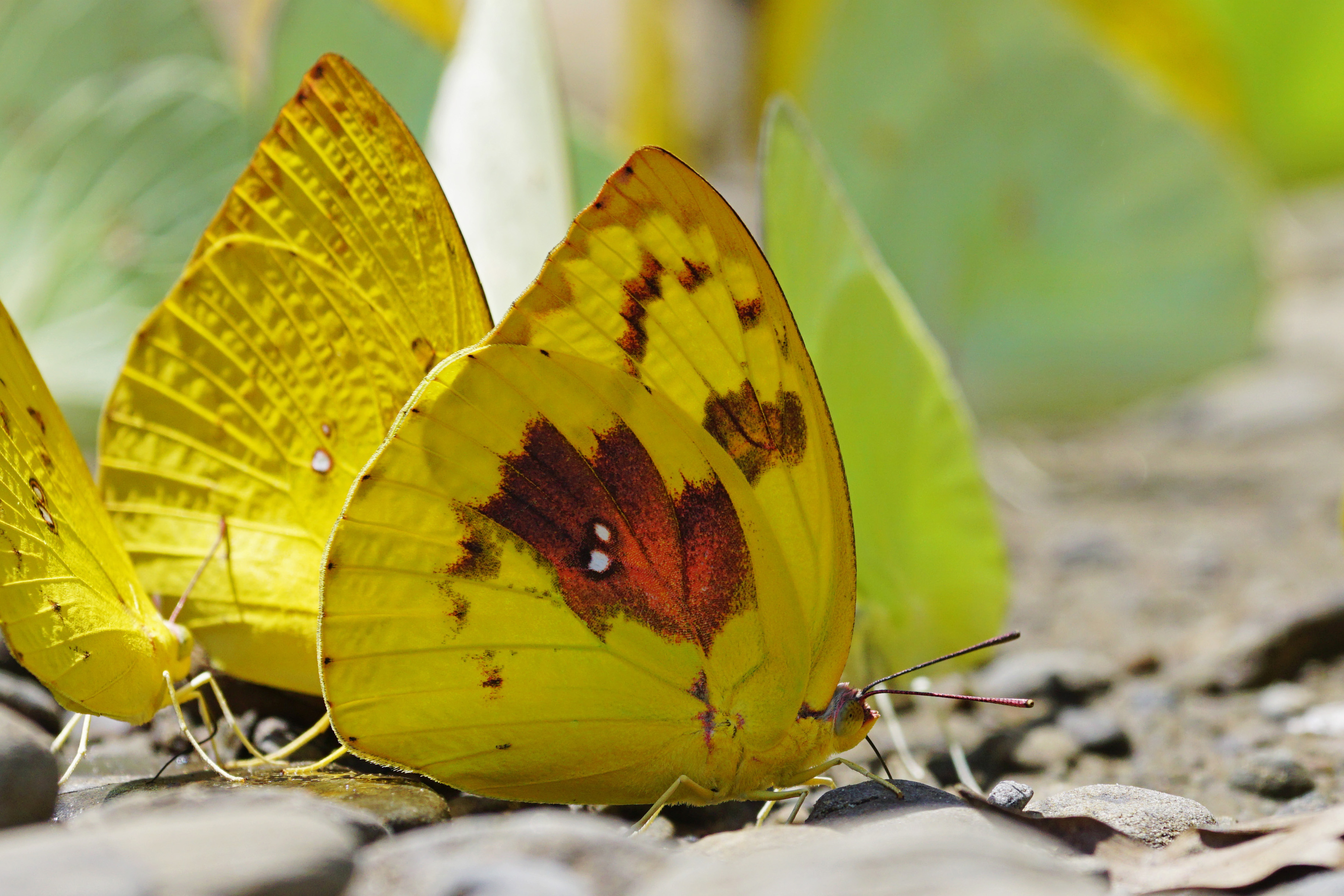
黃色銀紋型雌蝶，紅斑發達型
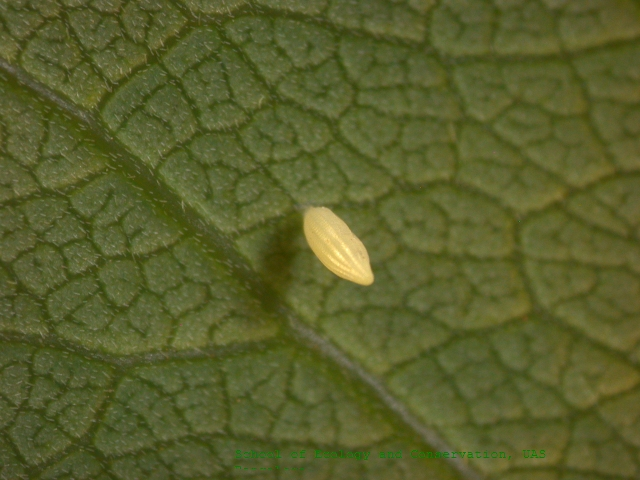
卵
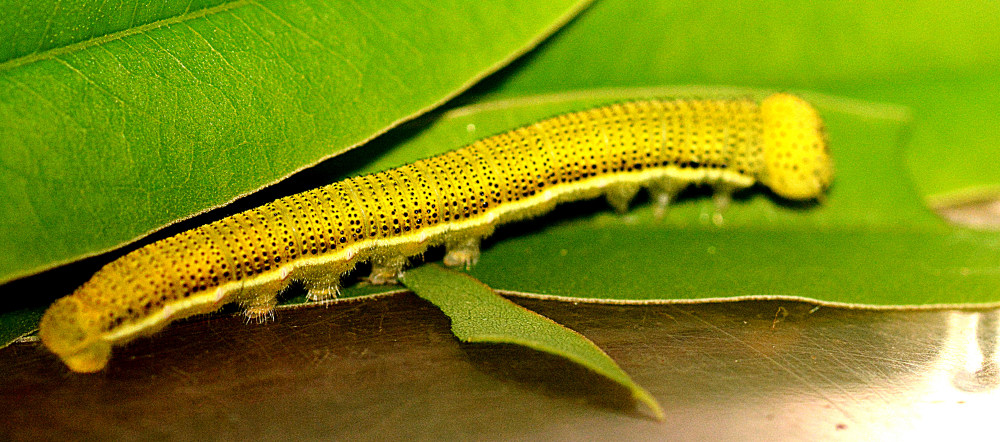
毛毛蟲，第4齡期
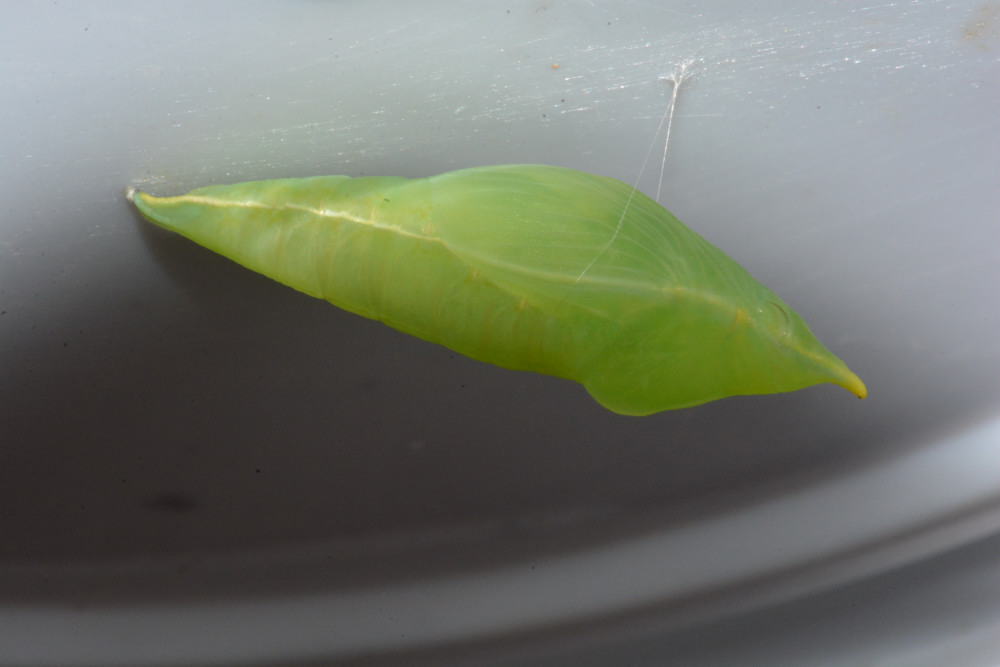
在決明屬植物葉片上緣發現的遷粉蝶蛹
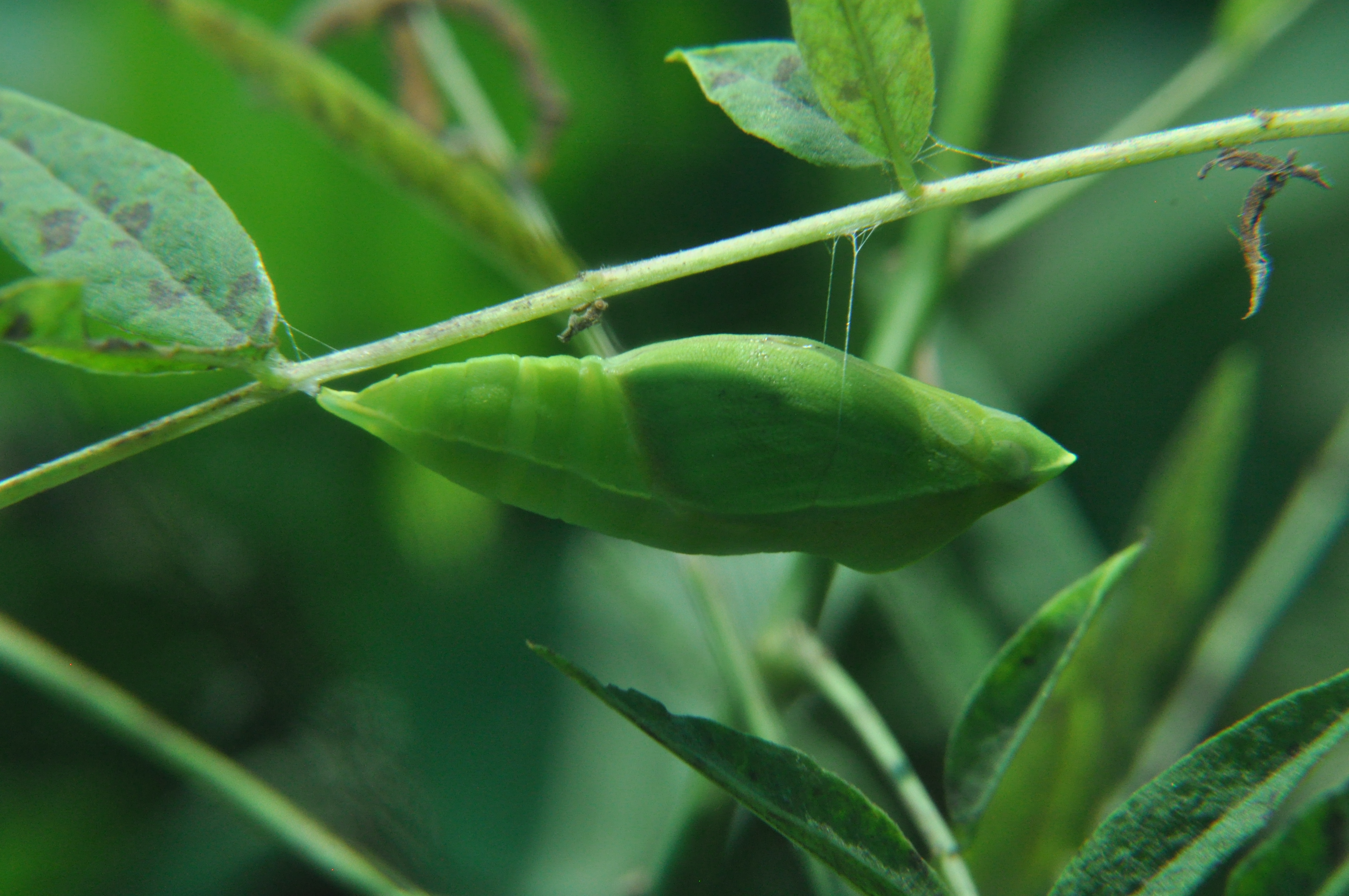
蛹位於決明屬葉片上緣